# オオガタスジシマドジョウ
オオガタスジシマドジョウ（Cobitis magnostriata）は、日本固有のシマドジョウである。タイプ産地は滋賀県高島市安曇川。琵琶湖産アユ種苗の放流に伴って移入・定着したと考えられる個体が各地で発見されている。少なくとも異なる3種の遺伝子をもつことが明らかにされており、魚類の種分化の仕組みを解明する上で重要な種。

## 分布
琵琶湖とその流入河川固有で、水深1-3ｍほどの沿岸部の砂底に多い。琵琶湖においては、北湖西岸の、岸寄りの礫底と沖合の泥底との間の、水深1 - 3mの砂底に多い。稚アユの放流により、山梨県の笛吹川、東京都の多摩川水系、静岡県狩野川水系、愛知県の知多半島北部および豊田市に移入。三方湖にも似た集団が存在する。

## 形態
全長は8 - 12cmでスジシマドジョウ類最長。体側の斑紋が縦帯になり、最も腹側の縦帯が最も太く明瞭。骨質盤が円形になる。胸鰭から腹鰭までの筋節数は14 - 15。胸鰭腹鰭間筋節数は13から14でほとんどの場合14。3対の口髭をもち、第2口髭長は眼径とほぼ同長。尾鰭基部の2個の斑紋は上部下部ともよく発達し、上下2個が連続する。尾鰭の後縁は横帯で広く縁取られる。体背側部、背中線にも太い縦条を持つ個体が多い。斑紋の色調は漆黒。4倍体で、染色体数は2n＝98。

## 生態
産卵は1産卵期に1度。繁殖期は5 - 6月。4 - 6月に農業用水路や細流に遡上し、泥底で卵黄径は約1.1mmで直径は2.0mmの卵をばらまき産卵する。孵化後1-2日で長い外鰓が発達する。卵黄が吸収される頃には外鰓も退縮し、活発に水底をついばみ採餌する。孵化後1ヵ月ほどするとほぼ完全に親と同じような姿形になる。そして成長しながら生活の場を河川や湖に移す。メスは3年、オスは2年で成熟する。雑食性。

## 名称
滋賀県ではクルマドジョウや、シマドジョウと呼ばれる。種小名は「magnostriata」で、偉大なスジシマドジョウを意味する。

## 保存状況
琵琶湖とその周辺の河川のみが在来の生息地であるが、開発および改修による生息環境の悪化や消失によって生息地の縮小化や繁殖地との分断が発生していると考えられている。外来魚のブラックバス（オオクチバス）やブルーギルなどによって食害され生息数は減っている。そのため、環境省は、絶滅危惧IB類に指定している。2019年のIUCNレッドリストでも絶滅危惧種として評価されている。
ENDANGERED (IUCN Red List Ver. 3.1 (2001))
絶滅危惧IB類 (EN)（環境省レッドリスト）